# 黑洞热力学

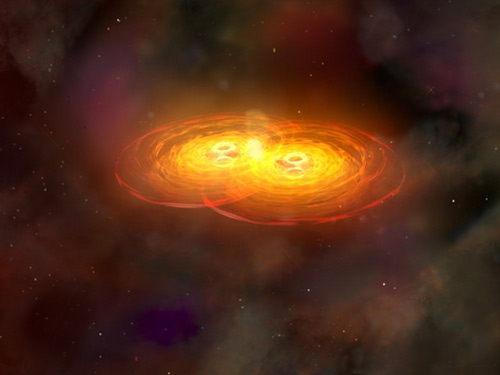
两个黑洞合并的艺术想象图，黑洞合并同时受到无毛定理和黑洞热力学第二定律的制约。

黑洞热力学（英語：black hole thermodynamics），或称作黑洞力学，是发展于1970年代将热力学的基本定律应用到广义相对论领域中黑洞研究而产生的理论。虽然至今人们还不能清晰地理解阐述这一理论，黑洞热力学的存在强烈地暗示了广义相对论、热力学和量子理论彼此之间深刻而基础的联系。尽管它看上去只是从热力学的最基本原理出发，通过经典和半经典理论描述了热力学定律制约下的黑洞的行为，但它的意义远超出了经典热力学与黑洞的类比这一范畴，而将强引力场中量子现象的本性包含其中。

## 黑洞熵
在经典的广义相对论范畴下，黑洞遵循无毛定理，即它只具有三个物理量：质量、角动量、电荷。无毛定理认为一旦这三个物理量被确定黑洞就被唯一地确定下来。由于黑洞没有熵的定义，随之而来的问题是：倘若粒子（或其他任何东西）落入黑洞后，它们的熵就由此消失了，如此宇宙作为一个孤立系统其中的熵就会减少，这违背了热力学第二定律。
1972年，史蒂芬·霍金证明了黑洞视界的表面积永不会减少，两个黑洞合并后的黑洞面积不会小于原先两个黑洞面积之和。与此同时，普林斯顿大学的一名以色列年轻学生雅各布·贝肯斯坦借用了霍金关于黑洞面积永不减小的理论提出了黑洞熵的概念，他提出黑洞的表面积与它的熵成正比。如此黑洞的视界表面积成为了它的熵的量度，从而不会违反热力学第二定律。贝肯斯坦在他的论文中指出：
|                                                                | 黑洞物理学和热力学之间存在有很多相似之处，其中最显著的是黑洞表面积和熵的行为的相似性：这两个量都是不可逆地增加的。 |
| ——雅各布·贝肯斯坦：《黑洞和熵》Phys. Rev. D 7:2333-2346 (1973) | |

贝肯斯坦以这个相似性为出发点建立了黑洞熵的概念，然而随之而来的新问题是：如果黑洞具有熵，那么根据热力学第三定律它也应该具有温度，从而会产生热辐射，但这显然又和当时认为的任何物质都无法逸出黑洞的事实相矛盾。

## 彭罗斯过程
二十世纪六十年代末，罗杰·彭罗斯爵士提出了所谓彭罗斯过程，这是从旋转黑洞中抽取能量并使之角动量降低的一种机制。简单说来，当有一个具有动量和能量的物体进入一个旋转黑洞的能层后 （实现彭罗斯过程的运动轨迹需要十分精确），如果这个物体一分为二，在彭罗斯过程下其中一部分会坠入事件视界，另一部分则会逸出能层并获得比原先系统所具有的更大的能量。此时坠入视界的部分具有负值的能量和角动量，因此彭罗斯过程的代价是降低了黑洞的角动量，这一过程可简单地表述为
{\displaystyle \delta M=E\,}
{\displaystyle \delta J=L\,}
这里{\displaystyle \delta M\,}和{\displaystyle \delta J\,}是黑洞的能量和角动量的增量，{\displaystyle E\,}和{\displaystyle L\,}是坠入视界部分的能量和角动量。由于旋转黑洞能层内的参考系拖拽的存在，我们定义黑洞视界的自转角速度，同时也是视界中粒子运动的最低角速度为{\displaystyle \Omega _{H}\,}。对于彭罗斯过程存在如下极限：
{\displaystyle \delta J<{\frac {\delta M}{\Omega _{H}}}\,}
它表明不可能无限制地降低一个旋转黑洞的角动量并从中抽取能量。上面的不等式是从坠入视界部分的测地线是类时的这一前提得到的，倘若坠入视界部分的测地线逐渐变为零性的，则我们可以达到降低角动量的极限，此时存在
{\displaystyle \delta J={\frac {\delta M}{\Omega _{H}}}\,}
这可以看作是一种理想彭罗斯过程。

## 黑洞表面
对于克尔度规，黑洞视界的表面积可由下式给出：
{\displaystyle A=4\pi \left(r_{+}^{2}+a^{2}\right)\,}
其中{\displaystyle r_{+}\,}是克尔黑洞视界的外表面半径：
{\displaystyle \left(r_{+}-GM\right)^{2}=G^{2}M^{2}-a^{2}}
式中其它物理量的意义请参考克尔度规，并参见参考系拖拽#参考系拖拽的数学推导。
定义黑洞的不可约化质量
{\displaystyle M_{irr}^{2}={\frac {A}{16\pi G^{2}}}\,}
将上面的表面积公式和其他物理量的意义代入，可进一步得到
{\displaystyle M_{irr}^{2}={\frac {1}{2}}\left(M^{2}+{\sqrt {M^{4}-(J/G)^{2}}}\right)\,}
将此表达式对{\displaystyle M\,}和{\displaystyle J\,}进行全微分，得到
{\displaystyle \delta M_{irr}={\frac {a}{4G{\sqrt {G^{2}M^{2}-a^{2}}}M_{irr}}}\left({\frac {\delta M}{\Omega _{H}}}-\delta J\right)}
由于上节得到的不等关系，我们有
{\displaystyle \delta M_{irr}>0\,}
这表明黑洞不可约化质量永不可能减少，即通过彭罗斯过程从旋转黑洞中能够抽取的最大能量为旋转黑洞的初始质量减去不可约化质量，通过计算我们得到可以最多从一个旋转黑洞中抽取其总能量的29%。
由于不可约化质量是通过黑洞的表面积定义的，通过微分的法则可以得到
{\displaystyle \delta A=8\pi G{\frac {a}{\Omega _{H}{\sqrt {G^{2}M^{2}-a^{2}}}}}\left(\delta M-\Omega _{H}\delta J\right)}
由于同样因式的存在，可知黑洞的表面积也永远不会减小。此式还可以进一步整理为
{\displaystyle \delta M={\frac {\kappa }{8\pi G}}\delta A+\Omega _{H}\delta J}
其中
{\displaystyle \kappa ={\frac {\sqrt {G^{2}M^{2}-a^{2}}}{2GM(GM+{\sqrt {G^{2}M^{2}-a^{2}}})}}}
是一个常数，这实际是克尔黑洞的表面引力。

## 黑洞热力学定律
{\displaystyle \delta M={\frac {\kappa }{8\pi G}}\delta A+\Omega _{H}\delta J}
这个方程的形式让人联想到热力学第一定律：
{\displaystyle dU=TdS+PdV}
将两者比较来看，{\displaystyle \Omega _{H}\delta J}的意义有如是通过将物体抛入黑洞从而对黑洞做功。这样，黑洞的表面积就相当于它的熵，而表面引力相当于它的温度。在经典的广义相对论范畴下，这种对应确实近乎完美：

### 黑洞热力学第零定律
- 热力学第零定律：在热平衡状态下，系统各处都具有相同的温度。
- 黑洞热力学第零定律：定态黑洞在整个视界表面具有相同的表面引力。

### 黑洞热力学第一定律
- 热力学第一定律：{\displaystyle dU=TdS+PdV}
- 黑洞热力学第一定律：{\displaystyle \delta M={\frac {\kappa }{8\pi G}}\delta A+\Omega _{H}\delta J}

当有黑洞中有电荷存在时还需要添加电势项{\displaystyle \Phi dQ\,}，正如在热力学第一定律中还可以添加化学势等。

### 黑洞热力学第二定律
- 热力学第二定律：孤立系统的熵永不随时间减少：{\displaystyle dS\geq 0\,}。
- 黑洞热力学第二定律：孤立黑洞视界的表面积永不随时间减少：{\displaystyle \delta A\geq 0\,}。

### 黑洞热力学第三定律
- 热力学第三定律：不可能通过任何物理过程达到绝对零度。
- 黑洞热力学第三定律：黑洞的表面引力不可能为零。

黑洞热力学第三定律相当于是否定了裸奇点的存在，这和宇宙審查是一致的。

## 霍金辐射
在经典世界中，黑洞热力学与经典热力学无法做出类比的地方在于普朗克黑体辐射定律：经典世界中的热力学系统总会发出热辐射，而黑洞则不会有任何东西从中出来。在贝肯斯坦的理论中，黑洞仍然是一个100%的黑体，但仍具有特定温度下的热辐射。这个矛盾之处让当时的霍金非常恼火，他试图证明贝肯斯坦的理论是错的，但这最终导致他发现黑洞确实会发出辐射，并且黑洞不是完全黑的。这种热辐射被称作霍金辐射，霍金运用了弯曲时空中的量子场论从理论上预言了这种辐射，所采用的方法直接来源于对弯曲时空中粒子产生的计算。
关于霍金辐射的简易推导过程请参见霍金辐射，这里直接给出结论。
霍金辐射所对应的黑洞表面温度为
{\displaystyle T_{H}={\frac {\kappa }{2\pi }}\,}
注意这个表达式的含义确实是真正物理意义上的黑洞温度，而不仅仅是一种数学上的与热力学的类比。
从而黑洞熵为
{\displaystyle S_{H}={\frac {A}{4G}}\,}
贝肯斯坦由此提出了广义化的第二定律，即宇宙间物质与黑洞的熵的总和永不减小：
{\displaystyle \delta \left(S+{\frac {A}{4G}}\right)\geq 0}
在很多前提假设下，广义化的第二定律都被证明是正确的。但对于熵这一概念，我们总希望能够通过对系统所有可达到的量子态数取对数来定义（即玻尔兹曼熵），但在无毛定理的描述下具有确定质量、角动量和电荷的黑洞只具有一个态而并非多个。这些问题都在暗示着我们对于熵的概念需要有一个更深刻的理解，特别是在量子引力的框架下由于广义相对论不允许普适意义下的绝对的“时间平移”的存在，以及它和统计力学所要求的遍历性不相容，这些都要求在量子引力中我们需要对熵有一个更新更深刻的定义。